# Delphinonaias
Delphinonaias је род слатководних шкољки из породице Unionidae, речне шкољке.

## Врсте
Врсте у оквиру рода Delphinonaias:
- Delphinonaias delphinulus (Morelet, 1849)
- Delphinonaias paludosa (Morelet, 1849)
- Delphinonaias planivalvis (Morelet, 1851)
- Delphinonaias scutulata (Morelet, 1849)